# メイドさんしぃしー
『メイドさんしぃしー』は、2004年4月2日にLe.Chocolatが発売したアダルトゲームである。

## 概要
メイド育成学校の教官である主人公が、新人学生3人にメイドの仕事の指導と性的調教を行う物語である。Le.Chocolatブランドのデビュー作で、おしっこ（放尿）に特化した内容となっている。
2004年4月2日に特別限定版が発売。2005年10月28日にはメディアをCD-ROMからDVD-ROMへ変更した復刻版が発売された。
2004年のプロ野球再編問題における第2回公開審査会では、ライブドアのアダルトサイトの取り扱いに続いて本作品が問題となり、ライブドアの堀江貴文は参入を機に成人向けゲームソフトの製作、販売を出来るだけやめたいと語った。

## ストーリー
（出典：）
メイドが免許制の国家資格となり、女性に人気の職業となっている世界。SSメイドさん養成学校の教官・稲垣浩之は、3人のメイド候補生を担当することになった。彼女らを一人前のメイドに育てるべく、浩之はメイドの本来の仕事と共に、学校の裏プログラムである性的調教を施していく。

## 登場人物
（出典：）
稲垣 浩之（いながき ひろゆき）
本作品の主人公。SSメイドさん養成学校の若手教官。教官としては新米だが、メイドや女性の扱いには慣れている。3人のメイド候補生を受け持つことになり、彼女らに様々な指導を行っていく。
霧降 澪（きりふり みお）
声：天天
身長：148cm スリーサイズ：B74/W57/H78 誕生日：2月13日 血液型：O型
メイド候補生。仕事にはまじめに取り組む頑張り屋だが、おっちょこちょいで不器用なため、よく失敗してしまう。言動が子どもっぽく、「うに」「ふに」「にゃっ」などが口癖。
那智 シィル（なち しぃる）
声：さわたり由衣
T164 B86/W58/H88 8月1日生まれ B型
メイド候補生。プライドが高いお嬢様。メイド本来の仕事はそつなくこなすが、態度は高飛車で教官の浩之に対してもツンツンしている。怒るとドイツ人の母譲りのハルバード（斧槍）を振り回す。
白糸 みずき（しらいと みずき）
声：まきいづみ
T164 B94/W59/H88 5月12日生まれ AB型
メイド候補生。両親が共稼ぎで、歳の離れた弟の面倒を見ていたため家事は万能。お姉さんタイプで優しく面倒見が良いが、教官の浩之を年下扱いして「稲垣くん」と呼ぶなど、言動が天然マイペースで変わっている。

## スタッフ
（出典：）
- キャラクターデザイン - YUKIRIN
- シナリオ - 武藤礼恵、李利奈

## 主題歌
She See Love
歌：YURIA＆新堂真弓 / 製作：ランティス
unMOMENTのアルバム『萌魂 -moe spirit-』に収録。